# Ski alpin aux Jeux olympiques de 2018 – Slalom géant hommes
Navigation
Sotchi 2014 Pékin 2022
Le slalom géant masculin des Jeux olympiques d'hiver de 2018 a lieu le 18 février 2018 à 10 h 15 puis à 13 h 45 à Pyeongchang.
L'épreuve est remporté par l'autrichien Marcel Hirscher, devant le norvégien Henrik Kristoffersen et le français Alexis Pinturault.

## Médaillés
| Or                    | Argent                     | Bronze                  |
| Marcel Hirscher (AUT) | Henrik Kristoffersen (NOR) | Alexis Pinturault (FRA) |

## Résultats
La première manche commence à 10 h 15.
| Rang                                | Dossard | Athlète                       | Nationalité        | Manche 1      | Rang | Manche 2      | Rang | Total         | Différence |
| ----------------------------------- | ------- | ----------------------------- | ------------------ | ------------- | ---- | ------------- | ---- | ------------- | ---------- |
| Médaille d'or, Jeux olympiques      | 5       | Marcel Hirscher               | Autriche           | 1 min 08 s 27 | 1    | 1 min 09 s 77 | 2    | 2 min 18 s 04 | –          |
| Médaille d'argent, Jeux olympiques  | 7       | Henrik Kristoffersen          | Norvège            | 1 min 09 s 58 | 10   | 1 min 09 s 73 | 1    | 2 min 19 s 31 | + 1 s 27   |
| Médaille de bronze, Jeux olympiques | 1       | Alexis Pinturault             | France             | 1 min 08 s 90 | 2    | 1 min 10 s 45 | 12   | 2 min 19 s 35 | + 1 s 31   |
| 4                                   | 12      | Žan Kranjec                   | Slovénie           | 1 min 09 s 52 | 9    | 1 min 10 s 25 | 8    | 2 min 19 s 77 | + 1 s 73   |
| 5                                   | 11      | Thomas Fanara                 | France             | 1 min 09 s 22 | 6    | 1 min 10 s 61 | 16   | 2 min 19 s 83 | + 1 s 79   |
| 6                                   | 10      | Victor Muffat-Jeandet         | France             | 1 min 09 s 44 | 8    | 1 min 10 s 41 | 10   | 2 min 19 s 85 | + 1 s 81   |
| 7                                   | 3       | Mathieu Faivre                | France             | 1 min 09 s 06 | 5    | 1 min 10 s 93 | 20   | 2 min 19 s 99 | + 1 s 95   |
| 8                                   | 13      | Leif Kristian Nestvold-Haugen | Norvège            | 1 min 08 s 93 | 3    | 1 min 11 s 30 | 25   | 2 min 20 s 23 | + 2 s 19   |
| 9                                   | 17      | Loïc Meillard                 | Suisse             | 1 min 09 s 77 | 12   | 1 min 10 s 68 | 17   | 2 min 20 s 45 | + 2 s 41   |
| 10                                  | 2       | Matts Olsson                  | Suède              | 1 min 09 s 31 | 7    | 1 min 11 s 39 | 27   | 2 min 20 s 70 | +2 s 66    |
| 11                                  | 36      | Ryan Cochran-Siegle           | États-Unis         | 1 min 10 s 75 | 21   | 1 min 09 s 99 | 3    | 2 min 20 s 74 | + 2 s 70   |
| 11                                  | 27      | Erik Read                     | Canada             | 1 min 10 s 18 | 16   | 1 min 10 s 56 | 15   | 2 min 20 s 74 | +2 s 70    |
| 13                                  | 14      | Manfred Mölgg                 | Italie             | 1 min 10 s 03 | 15   | 1 min 11 s 01 | 21   | 2 min 21 s 04 | + 3 s 00   |
| 14                                  | 15      | Florian Eisath                | Italie             | 1 min 10 s 46 | 17   | 1 min 10 s 72 | 18   | 2 min 21 s 18 | + 3 s 14   |
| 15                                  | 19      | Gino Caviezel                 | Suisse             | 1 min 09 s 99 | 13   | 1 min 11 s 26 | 24   | 2 min 21 s 25 | + 3 s 21   |
| 15                                  | 9       | Ted Ligety                    | États-Unis         | 1 min 10 s 71 | 20   | 1 min 10 s 54 | 14   | 2 min 21 s 25 | + 3 s 21   |
| 17                                  | 32      | Samu Torsti                   | Finlande           | 1 min 10 s 93 | 22   | 1 min 10 s 44 | 11   | 2 min 21 s 37 | + 3 s 33   |
| 18                                  | 35      | Phil Brown                    | Canada             | 1 min 11 s 30 | 25   | 1 min 10 s 38 | 9    | 2 min 21 s 51 | + 3 s 47   |
| 19                                  | 54      | Luca Aerni                    | Suisse             | 1 min 11 s 40 | 26   | 1 min 10 s 22 | 7    | 2 min 21 s 62 | + 3 s 58   |
| 20                                  | 22      | Tommy Ford                    | États-Unis         | 1 min 11 s 43 | 28   | 1 min 10 s 20 | 6    | 2 min 21 s 63 | + 3 s 59   |
| 21                                  | 42      | Štefan Hadalin                | Slovénie           | 1 min 11 s 53 | 29   | 1 min 10 s 13 | 4    | 2 min 21 s 66 | + 3 s 62   |
| 22                                  | 30      | Linus Straßer                 | Allemagne          | 1 min 11 s 54 | 30   | 1 min 10 s 13 | 4    | 2 min 21 s 67 | + 3 s 63   |
| 23                                  | 21      | André Myhrer                  | Suède              | 1 min 09 s 60 | 11   | 1 min 12 s 09 | 28   | 2 min 21 s 69 | + 3 s 65   |
| 24                                  | 20      | Filip Zubčić                  | Croatie            | 1 min 10 s 95 | 23   | 1 min 10 s 89 | 19   | 2 min 21 s 84 | + 3 s 80   |
| 25                                  | 33      | Adam Žampa                    | Slovaquie          | 1 min 11 s 40 | 26   | 1 min 10 s 46 | 13   | 2 min 21 s 86 | + 3 s 82   |
| 26                                  | 24      | Fritz Dopfer                  | Allemagne          | 1 min 10 s 69 | 19   | 1 min 11 s 38 | 26   | 2 min 22 s 07 | + 4 s 03   |
| 27                                  | 28      | Trevor Philp                  | Canada             | 1 min 11 s 13 | 24   | 1 min 11 s 25 | 23   | 2 min 22 s 55 | + 4 s 51   |
| 28                                  | 43      | Albert Popov                  | Bulgarie           | 1 min 12 s 39 | 34   | 1 min 11 s 21 | 22   | 2 min 23 s 60 | + 5 s 56   |
| 29                                  | 41      | James Crawford                | Canada             | 1 min 11 s 74 | 31   | 1 min 12 s 38 | 30   | 2 min 24 s 12 | + 6 s 08   |
| 30                                  | 47      | Tomoya Ishii                  | Japon              | 1 min 12 s 43 | 35   | 1 min 12 s 35 | 29   | 2 min 24 s 78 | + 6 s 74   |
| 31                                  | 63      | Filip Forejtek                | République tchèque | 1 min 12 s 91 | 36   | 1 min 13 s 16 | 32   | 2 min 26 s 07 | + 8 s 03   |
| 32                                  | 49      | Sam Maes                      | Belgique           | 1 min 13 s 29 | 38   | 1 min 12 s 91 | 31   | 2 min 26 s 20 | + 8 s 16   |
| 33                                  | 40      | Dominic Demschar              | Australie          | 1 min 13 s 21 | 37   | 1 min 13 s 54 | 33   | 2 min 26 s 75 | + 8 s 71   |
| 34                                  | 38      | Adam Barwood                  | Nouvelle-Zélande   | 1 min 13 s 41 | 40   | 1 min 13 s 81 | 35   | 2 min 27 s 22 | + 9 s 18   |
| 35                                  | 55      | Kristaps Zvejnieks            | Lettonie           | 1 min 13 s 81 | 41   | 1 min 14 s 46 | 38   | 2 min 28 s 27 | + 10 s 23  |
| 36                                  | 34      | Willis Feasey                 | Nouvelle-Zélande   | 1 min 14 s 48 | 42   | 1 min 13 s 80 | 34   | 2 min 28 s 28 | + 10 s 24  |
| 37                                  | 57      | Samuel Kolega                 | Croatie            | 1 min 14 s 61 | 45   | 1 min 14 s 13 | 36   | 2 min 28 s 74 | + 10 s 70  |
| 38                                  | 68      | Olivier Jenot                 | Monaco             | 1 min 14 s 93 | 48   | 1 min 14 s 16 | 37   | 2 min 29 s 09 | + 11 s 05  |
| 39                                  | 73      | Kim Dong-woo                  | Corée du Sud       | 1 min 14 s 49 | 43   | 1 min 15 s 56 | 41   | 2 min 30 s 05 | + 12 s 01  |
| 40                                  | 79      | Tormis Laine                  | Estonie            | 1 min 15 s 70 | 50   | 1 min 15 s 18 | 39   | 2 min 30 s 88 | + 12 s 84  |
| 41                                  | 71      | Marko Vukićević               | Serbie             | 1 min 14 s 64 | 46   | 1 min 16 s 71 | 48   | 2 min 31 s 35 | + 13 s 31  |
| 42                                  | 80      | Márton Kékesi                 | Hongrie            | 1 min 16 s 64 | 53   | 1 min 15 s 22 | 40   | 2 min 31 s 86 | + 13 s 82  |
| 43                                  | 70      | Simon Breitfuss Kammerlander  | Bolivie            | 1 min 16 s 27 | 52   | 1 min 15 s 98 | 44   | 2 min 32 s 25 | + 14 s 21  |
| 44                                  | 62      | Dalibor Šamšal                | Hongrie            | 1 min 16 s 09 | 51   | 1 min 16 s 79 | 50   | 2 min 32 s 88 | + 14 s 84  |
| 45                                  | 77      | Marko Stevović                | Serbie             | 1 min 17 s 42 | 57   | 1 min 15 s 79 | 42   | 2 min 33 s 21 | + 15 s 17  |
| 46                                  | 78      | Ioannis Antoniou              | Grèce              | 1 min 17 s 38 | 56   | 1 min 15 s 92 | 43   | 2 min 33 s 30 | + 15 s 26  |
| 47                                  | 90      | Erjon Tola                    | Albanie            | 1 min 16 s 86 | 54   | 1 min 16 s 77 | 49   | 2 min 33 s 63 | + 15 s 59  |
| 48                                  | 81      | Rodolfo Dickson               | Mexique            | 1 min 17 s 02 | 55   | 1 min 16 s 67 | 47   | 2 min 33 s 69 | + 15 s 65  |
| 49                                  | 84      | Itamar Biran                  | Israël             | 1 min 17 s 52 | 58   | 1 min 16 s 19 | 45   | 2 min 33 s 71 | + 15 s 67  |
| 50                                  | 65      | Matej Falat                   | Slovaquie          | 1 min 14 s 99 | 49   | 1 min 19 s 79 | 61   | 2 min 34 s 78 | + 16 s 74  |
| 51                                  | 75      | Igor Zakurdayev               | Kazakhstan         | 1 min 18 s 78 | 62   | 1 min 16 s 29 | 46   | 2 min 35 s 07 | + 17 s 03  |
| 52                                  | 91      | Komiljon Tukhtaev             | Ouzbékistan        | 1 min 17 s 72 | 60   | 1 min 18 s 27 | 58   | 2 min 35 s 99 | +17 s 95   |
| 53                                  | 60      | Adam Lamhamedi                | Maroc              | 1 min 18 s 50 | 61   | 1 min 17 s 54 | 54   | 2 min 36 s 04 | + 18 s 00  |
| 54                                  | 88      | Yuri Danilochkin              | Biélorussie        | 1 min 19 s 45 | 64   | 1 min 17 s 44 | 53   | 2 min 36 s 89 | + 18 s 85  |
| 55                                  | 82      | Alexandru Barbu               | Roumanie           | 1 min 19 s 74 | 66   | 1 min 17 s 40 | 52   | 2 min 37 s 14 | + 19 s 10  |
| 56                                  | 96      | Albin Tahiri                  | Kosovo             | 1 min 19 s 49 | 65   | 1 min 17 s 98 | 55   | 2 min 37 s 47 | + 19 s 43  |
| 57                                  | 98      | Ivan Kovbasnyuk               | Ukraine            | 1 min 20 s 41 | 70   | 1 min 17 s 26 | 51   | 2 min 37 s 67 | + 19 s 63  |
| 58                                  | 89      | Mohammad Kiadarbandsari       | Iran               | 1 min 19 s 11 | 63   | 1 min 18 s 61 | 59   | 2 min 37 s 72 | + 19 s 68  |
| 59                                  | 86      | Andrej Drukarov               | Lituanie           | 1 min 19 s 98 | 68   | 1 min 18 s 21 | 57   | 2 min 38 s 19 | + 20 s 15  |
| 60                                  | 76      | Casper Dyrbye Næsted          | Danemark           | 1 min 20 s 33 | 69   | 1 min 18 s 01 | 56   | 2 min 38 s 34 | + 20 s 30  |
| 61                                  | 97      | Shannon-Ogbani Abeda          | Érythrée           | 1 min 19 s 86 | 67   | 1 min 20 s 01 | 62   | 2 min 39 s 87 | + 21 s 83  |
| 62                                  | 95      | Matthieu Osch                 | Luxembourg         | 1 min 21 s 45 | 74   | 1 min 18 s 94 | 60   | 2 min 40 s 39 | + 22 s 35  |
| 63                                  | 92      | Evgeniy Timofeev              | Kirghizistan       | 1 min 20 s 90 | 72   | 1 min 20 s 13 | 63   | 2 min 41 s 03 | + 22 s 99  |
| 64                                  | 83      | Eldar Salihović               | Monténégro         | 1 min 20 s 51 | 71   | 1 min 20 s 72 | 64   | 2 min 41 s 23 | + 23 s 19  |
| 65                                  | 101     | Alessandro Mariotti           | Saint-Marin        | 1 min 21 s 66 | 75   | 1 min 21 s 21 | 66   | 2 min 42 s 87 | + 24 s 83  |
| 66                                  | 99      | Arthur Hanse                  | Portugal           | 1 min 22 s 43 | 76   | 1 min 21 s 52 | 67   | 2 min 43 s 95 | + 25 s 91  |
| 67                                  | 93      | Serdar Deniz                  | Turquie            | 1 min 23 s 45 | 77   | 1 min 20 s 78 | 65   | 2 min 44 s 23 | + 26 s 19  |
| 68                                  | 108     | Jeffrey Webb                  | Malaisie           | 1 min 23 s 83 | 78   | 1 min 23 s 84 | 70   | 2 min 47 s 67 | + 29 s 63  |
| 69                                  | 102     | Zhang Yangming                | Chine              | 1 min 25 s 73 | 79   | 1 min 22 s 95 | 69   | 2 min 48 s 68 | + 30 s 64  |
| 70                                  | 104     | Asa Miller                    | Philippines        | 1 min 27 s 52 | 81   | 1 min 22 s 43 | 68   | 2 min 49 s 95 | + 31 s 91  |
| 71                                  | 103     | Allen Behlok                  | Liban              | 1 min 26 s 70 | 80   | 1 min 25 s 43 | 71   | 2 min 52 s 13 | + 34 s 09  |
| 72                                  | 106     | Muhammad Karim                | Pakistan           | 1 min 27 s 53 | 82   | 1 min 26 s 51 | 72   | 2 min 54 s 04 | + 36 s 00  |
| 73                                  | 105     | Charles Flaherty              | Porto Rico         | 1 min 28 s 50 | 83   | 1 min 27 s 55 | 73   | 2 min 56 s 05 | + 38 s 01  |
| 74                                  | 110     | Kang Song-il                  | Corée du Nord      | 1 min 32 s 03 | 84   | 1 min 29 s 99 | 74   | 3 min 02 s 02 | + 43 s 98  |
| 75                                  | 109     | Choe Myong-gwang              | Corée du Nord      | 1 min 38 s 67 | 85   | 1 min 33 s 34 | 75   | 3 min 12 s 01 | + 53 s 97  |
| —                                   | 18      | Riccardo Tonetti              | Italie             | 1 min 09 s 02 | 4    | DNF           | —    | —             | —          |
| —                                   | 25      | Stefan Brennsteiner           | Autriche           | 1 min 10 s 02 | 14   | DNF           | —    | —             | —          |
| —                                   | 29      | Andreas Žampa                 | Slovaquie          | 1 min 10 s 61 | 18   | DNF           | —    | —             | —          |
| —                                   | 46      | Joan Verdu Sanchez            | Andorre            | 1 min 12 s 06 | 33   | DNF           | —    | —             | —          |
| —                                   | 51      | Juan Del Campo                | Espagne            | 1 min 13 s 39 | 39   | DNF           | —    | —             | —          |
| —                                   | 69      | Emir Lokmić                   | Bosnie-Herzégovine | 1 min 14 s 55 | 44   | DNF           | —    | —             | —          |
| —                                   | 58      | Kai Horwitz                   | Chili              | 1 min 14 s 88 | 47   | DNF           | —    | —             | —          |
| —                                   | 66      | Kamen Zlatkov                 | Bulgarie           | 1 min 17 s 65 | 59   | DNF           | —    | —             | —          |
| —                                   | 74      | Michael Poettoz               | Colombie           | 1 min 21 s 41 | 73   | DNF           | —    | —             | —          |
| —                                   | 39      | Kristoffer Jakobsen           | Suède              | 1 min 12 s 02 | 32   | DNS           | —    | —             | —          |
| —                                   | 6       | Justin Murisier               | Suisse             | DNF           | —    | —             | —    | —             | —          |
| —                                   | 16      | Aleksander Aamodt Kilde       | Norvège            | DNF           | —    | —             | —    | —             | —          |
| —                                   | 23      | Alexander Schmid              | Allemagne          | DNF           | —    | —             | —    | —             | —          |
| —                                   | 26      | Tim Jitloff                   | États-Unis         | DNF           | —    | —             | —    | —             | —          |
| —                                   | 31      | Kjetil Jansrud                | Norvège            | DNF           | —    | —             | —    | —             | —          |
| —                                   | 37      | Christian Hirschbühl          | Autriche           | DNF           | —    | —             | —    | —             | —          |
| —                                   | 48      | Ivan Kuznetsov                | Russie (OAR)       | DNF           | —    | —             | —    | —             | —          |
| —                                   | 50      | Sebastiano Gastaldi           | Argentine          | DNF           | —    | —             | —    | —             | —          |
| —                                   | 52      | Jung Dong-hyun                | Corée du Sud       | DNF           | —    | —             | —    | —             | —          |
| —                                   | 53      | Ondřej Berndt                 | République tchèque | DNF           | —    | —             | —    | —             | —          |
| —                                   | 56      | Adam Kotzmann                 | République tchèque | DNF           | —    | —             | —    | —             | —          |
| —                                   | 59      | Martin Čater                  | Slovénie           | DNF           | —    | —             | —    | —             | —          |
| —                                   | 61      | Sturla Snær Snorrason         | Islande            | DNF           | —    | —             | —    | —             | —          |
| —                                   | 64      | Jan Zabystřan                 | République tchèque | DNF           | —    | —             | —    | —             | —          |
| —                                   | 67      | Michel Macedo                 | Brésil             | DNF           | —    | —             | —    | —             | —          |
| —                                   | 72      | Iason Abramashvili            | Géorgie            | DNF           | —    | —             | —    | —             | —          |
| —                                   | 87      | Antonio Ristevski             | Macédoine          | DNF           | —    | —             | —    | —             | —          |
| —                                   | 94      | Nicola Zanon                  | Thaïlande          | DNF           | —    | —             | —    | —             | —          |
| —                                   | 100     | Dínos Lefkarítis              | Chypre             | DNF           | —    | —             | —    | —             | —          |
| —                                   | 107     | Connor Wilson                 | Afrique du Sud     | DNF           | —    | —             | —    | —             | —          |
| —                                   | 4       | Manuel Feller                 | Autriche           | DSQ           | —    | —             | —    | —             | —          |
| —                                   | 8       | Luca De Aliprandini           | Italie             | DSQ           | —    | —             | —    | —             | —          |
| —                                   | 44      | Harry Laidlaw                 | Australie          | DSQ           | —    | —             | —    | —             | —          |
| —                                   | 45      | Miha Hrobat                   | Slovénie           | DSQ           | —    | —             | —    | —             | —          |
| —                                   | 85      | Michał Jasiczek               | Pologne            | DNS           | —    | —             | —    | —             | —          |

DNS = Non partant
DNF = N'a pas terminé
DSQ = Disqualifié